# Cayman Salvage Master
Die Cayman Salvage Master (auch als Cayman Salvager oder Cayman Salvor bezeichnet) ist ein Schiffswrack vor Key West im Golf von Mexiko. Das 1937 gebaute und 1985 versenkte Schiff erfüllte verschiedene Funktionen während seiner Nutzung. Heute dient es als künstliches Korallenriff und ist eine Tauchattraktion vor der Küste der Florida Keys.

## Geschichte
Das mit einem Stahlrumpf versehene Schiff (Vermessung: 840 BRT) wurde von der Pusey & Jones Corporation in Wilmington in Delaware gebaut (Baunummer 435/1067). Es war das einzige Modell seiner Klasse und das erste Schiff seiner Art, das mit dieselelektrischem Antrieb ausgestattet war. Das Schiff wurde 1937 als Minenleger (USAMP = U.S. Army Mine Planter) unter dem Namen Lt Col Ellery W. Niles in Dienst gestellt. Möglicherweise wurde bereits bei der Planung des Schiffes eine alternative Verwendung als Kabelleger berücksichtigt. Später wurde der Schiffsname auf Ellery W. Niles verkürzt; auf einem Foto aus dem Jahr 1941 trägt es am Bug die Aufschrift: „U.S. Army Ellery W. Niles“. Im Zweiten Weltkrieg war die Ellery W. Niles beim United States Army Transportation Corps und der 4th Coast Artillery eingesetzt, zunächst an der Ostküste, später an der Westküste mit dem Heimathafen Fort Mason.
Nach dem Krieg wurde die Ellery W. Niles an das United States Army Signal Corps abgegeben und zu einem Kabelleger umgerüstet. Dazu wurde an Deck eine Kabeltrommel montiert und im Rumpf ein Laderaum für Kabel eingerichtet. Die Ellery W. Niles wurde in Fort Wadsworth auf Staten Island stationiert, von wo aus sie an der Ostküste von Portland bis Savannah eingesetzt wurde, um Kabel zwischen an der Küste gelegenen Militärbasen zu verlegen, die im Falle eines Funkausfalles die Kommunikation aufrechterhalten hätten. Zeitweilig wurde das Schiff auch zur Aufnahme von Verkabelungsresten während des Weltkrieges verlegter elektrisch auszulösender Seeminen eingesetzt. Später nutzte die United States Coast Guard das Schiff als Tonnenleger, da die Kabellegevorrichtungen auch das Setzen von Bojen und Leuchttonnen ermöglichten.
Im Januar 1965 wurde das Schiff an das in Miami ansässige Unternehmen „Marine Acoustical Services, Inc.“ verkauft. Nach einer Erweiterung des Kabelstauraumes und dem Einbau einer neuen Kabelmaschine erfolgte die Umbenennung in F. V. Hunt. Das Schiff verlegte nun im Auftrag der United States Navy erneut Unterwasser-Kabel. Marine Acoustical Services verkaufte die F. V. Hunt 1978 an Terrence Allan Thompson auf den Cayman Islands, wo sie in Cayman Salvage Master umbenannt und zu einem Bergungsschlepper umgebaut wurde.
Später fuhr die Cayman Salvage Master unter panamaischer Flagge als Frachtschiff. Ihren letzten Einsatz fand sie im Rahmen der Mariel-Bootskrise. Auf einer der illegalen Fahrten im Sommer 1980, bei der sie rund 1400 kubanische Flüchtlinge in die Vereinigten Staaten bringen sollte, wurde das Schiff von der US-amerikanischen Küstenwache aufgebracht und beschlagnahmt; bei der Aktion sollen bewaffnete FBI- und CIA-Agenten anwesend gewesen sein. Es wurde nach Key West geschleppt, wo es später am Anleger des Navy Harbor sank. Im August 1985 wurde die Cayman Salvage Master wieder schwimmfähig gemacht, um sie als künstliches Riff im Atlantik endgültig zu versenken. Dazu wurden die Deckaufbauten und Ausstattungen weitgehend entfernt. Auf dem Weg zum geplanten, 300 Fuß tiefen Versenkungsort riss das Schleppseil; das Schiff sank am heutigen Liegeort auf eine Tiefe von 90 Fuß. Zunächst lag es auf der Backbordseite; durch die Wasserbewegungen, die der Hurrikan Katrina im Jahr 2005 verursachte, richtete es sich auf und liegt heute auf dem Kiel.

## Riff und Tauchattraktion
Das Wrack der Cayman Salvage Master liegt etwa 10 Kilometer südlich von Key West am südlichen Rand des Hawk Channels (Position 24° 27′ 39″ N, 81° 46′ 1″ W) in einer Wassertiefe von etwa 27 Metern. Es ist 56 Meter lang, elf Meter breit und acht Meter hoch. Das Wrack ist innen betauchbar. Da es nicht sehr tief liegt, aufrecht steht und gut erhalten ist, gehört es zu den beliebtesten Tauchzielen bei Key West. Aufgrund der zeitweise starken und unberechenbaren, vom Golfstrom verursachten Unterwasserströmung ist das Wrack nicht zur Betauchung durch ungeübte Taucher geeignet. Die Sichtweite beträgt rund 15 Meter.
Das Schiff ist bereits von Korallen besiedelt. Sehenswert sind eine an der Oberkante des Bugs befindliche Kabelrolle sowie das Ruder unter dem Heck. Die Herkunft von drei auf dem Deck angeketteten Fahrrädern ist unbekannt, es wird vermutet, dass sie kubanischen Flüchtlingen gehörten. Im Rumpf des Schiffes leben Muränen und Zackenbarsche (darunter auch Goliath Grouper), im Außenbereich sind Ährenfischartige, Barrakudas, Snooks, Stachelmakrelen und auch der Atlantische Ammenhai anzutreffen.